# Газо-твердофазна хроматографія
Газо-твердофазна хроматографія (рос. газо-твердофазная хроматография, англ. gas-solid chromatography) — Газохроматографічний метод, в якому як нерухома фаза використовується активне тверде тіло (пр., активоване вугілля, молекулярні сита). Розділення досягається завдяки різниці в адсорбції компонентів проби. Хоча рідини використовуються для модифікації твердих нерухомих фаз, але в цій класифікації вибрано термін, який характеризує домінуючий ефект.